# Humedad de relieve

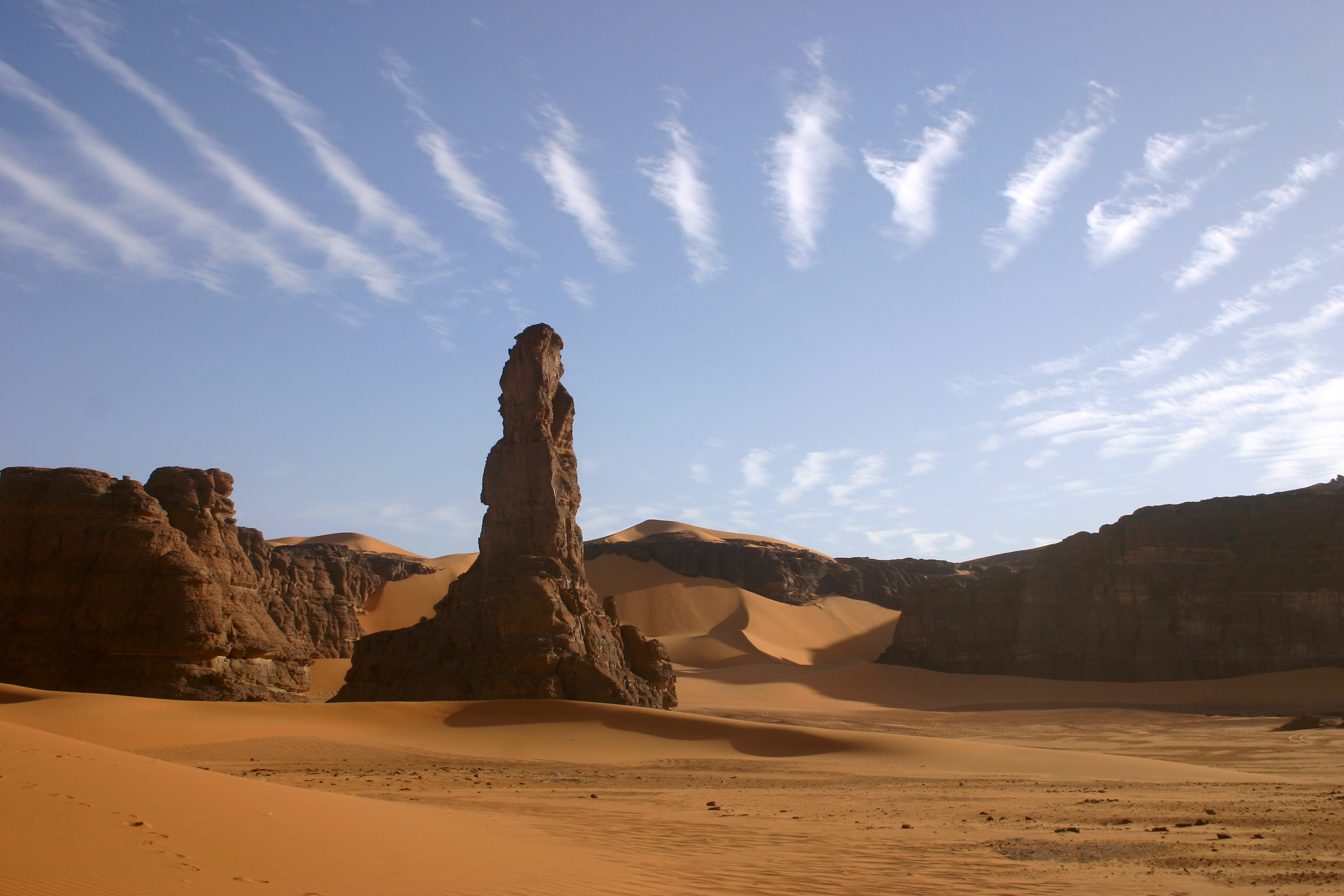
Relieve en el sudeste de Argelia.

En climatología, la humedad de relieve consiste en un cambio en el relieve del terreno que obliga a una masa de aire húmedo a condensarse, precipitando parte del vapor de agua que lleva disuelto. 
Por este fenómeno muchos lugares del planeta tierra difieren del clima que les correspondería. En muchas montañas y en zonas a pie de playa da lugar a biotopos exclusivos con muchos endemismos
Véase también:
- Nube orográfica